# Western Digital
Western Digital Corporation (oft einfach abgekürzt WDC oder WD) ist ein US-amerikanischer Hersteller von Festplattenlaufwerken und Speicherprodukten mit Hauptsitz in San José (Kalifornien).

## Firmengeschichte

### 1970er
Die Firma wurde am 23. April 1970 als General Digital gegründet und war zuerst ein Hersteller von Testgeräten für MOS-Halbleiter. Schnell wurde sie zu einem spezialisierten Halbleiter-Hersteller. Im Juli 1971 erhielt sie ihren heutigen Namen, und der Firmensitz wurde nach Newport Beach/Kalifornien verlegt. Kurze Zeit später kam mit dem UART WD1402A das erste eigene Produkt auf den Markt.
Während der 1970er Jahre verdiente WD sein Geld hauptsächlich mit dem Verkauf von Chips für Taschenrechner und war 1975 deren größter unabhängiger Hersteller. Durch die Ölkrise und den Konkurs des größten Kunden Bowmar Instrument verschlechterte sich die wirtschaftliche Lage der Firma dramatisch, so dass 1976 sogar Insolvenz nach Chapter 11 angemeldet werden musste. WD konnte sich aber aus der misslichen Lage befreien und brachte mit der MCP-1600-CPU und dem WD1771-Laufwerks-Controller mehrere Meilensteine auf den Markt.

### 1980er

Western Digital
Logo 2004 – 2017

Western Digital
Logo 1997 – 2004

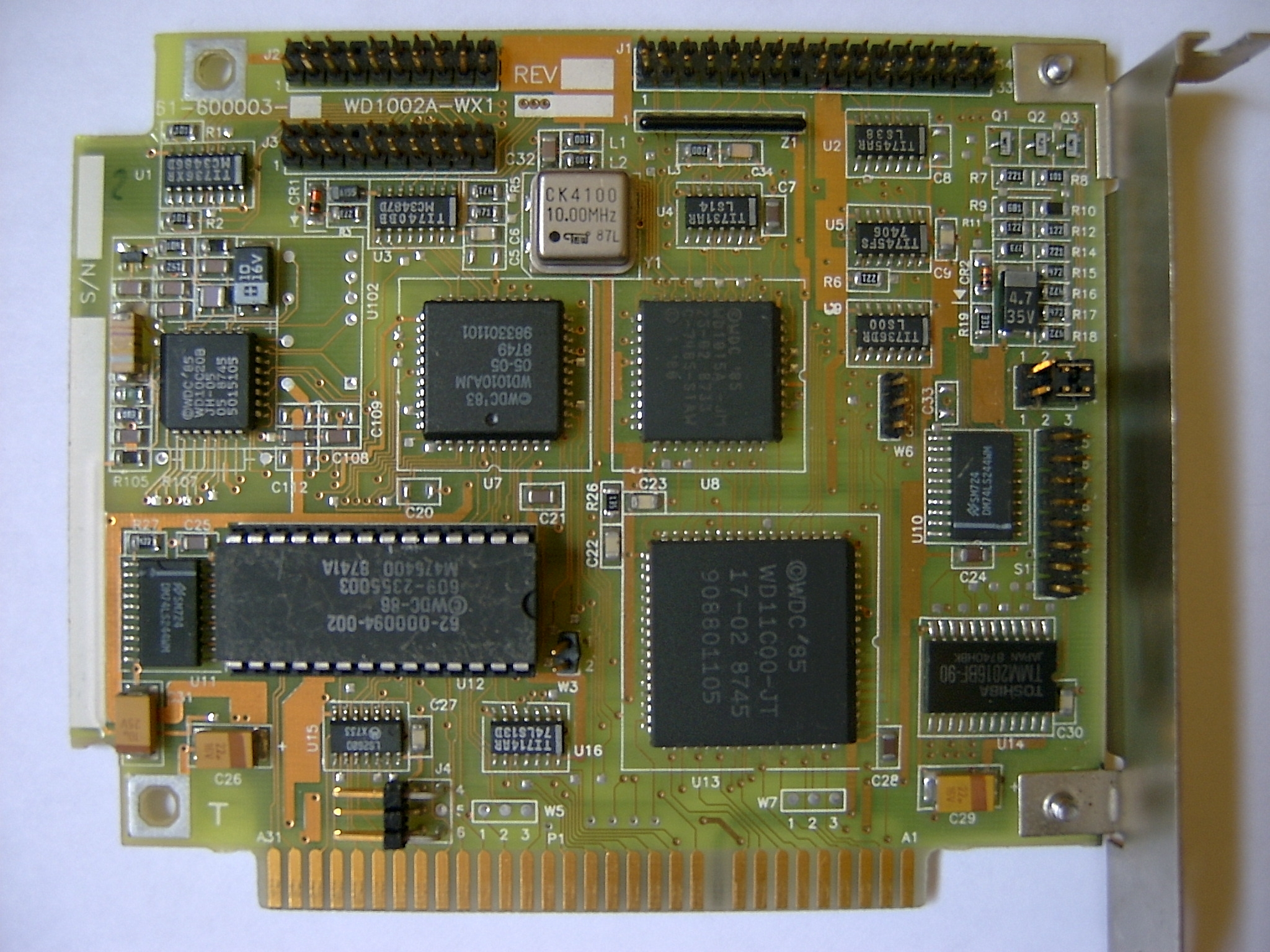
Festplattencontroller WD1002A-WX1

Seit Anfang der 1980er-Jahre stellt WD Festplattencontroller her. So lieferten sie etwa mit dem WD1003 den Controller für den IBM PC AT. Dieser Chip wurde 1986 die Basis für die ATA-Schnittstelle, die WD zusammen mit Compaq und der MPI-Abteilung von Control Data (nun zu Seagate gehörend) entwickelte.
Ebenfalls 1986, mit dem Kauf des Grafikkartenherstellers Paradise Systems, stieg WD in den Grafikkartenmarkt ein. Dazu passend wurden auch eigene Grafikchips entwickelt. Außerdem war WD noch im Chipsatz-Markt (durch den Kauf von Faraday 1987) und im Netzwerk-Markt tätig.
Alle diese Geschäftsfelder liefen gut, aber der Haupt-Umsatzlieferant blieben die Controller-Chips. So brachte WD 1986 mit dem WD33C93 den ersten Single-Chip-SCSI-Controller auf den Markt, der auch für den ersten 16-Bit Bus-Mastering SCSI-Controller WD7000 „FASST“ benutzt wurde. 1987 kam mit dem WD37C65 der erste Single-Chip-Controller für PC/AT-Diskettenlaufwerke auf den Markt, der als Urvater der heutigen Super-I/O-Chips gilt. Bereits 1988 folgte mit dem WD42C22 „Vanilla“ der erste Single-Chip-ATA-Controller.
Mit der Übernahme der Festplattensparte von Tandon 1988 änderte sich die Ausrichtung von WD. Kurze Zeit später wurden die Centaur-Festplatten auf den Markt gebracht.

### 1990er
1995 wurde Paradise Systems an Philips verkauft.

### 2000er

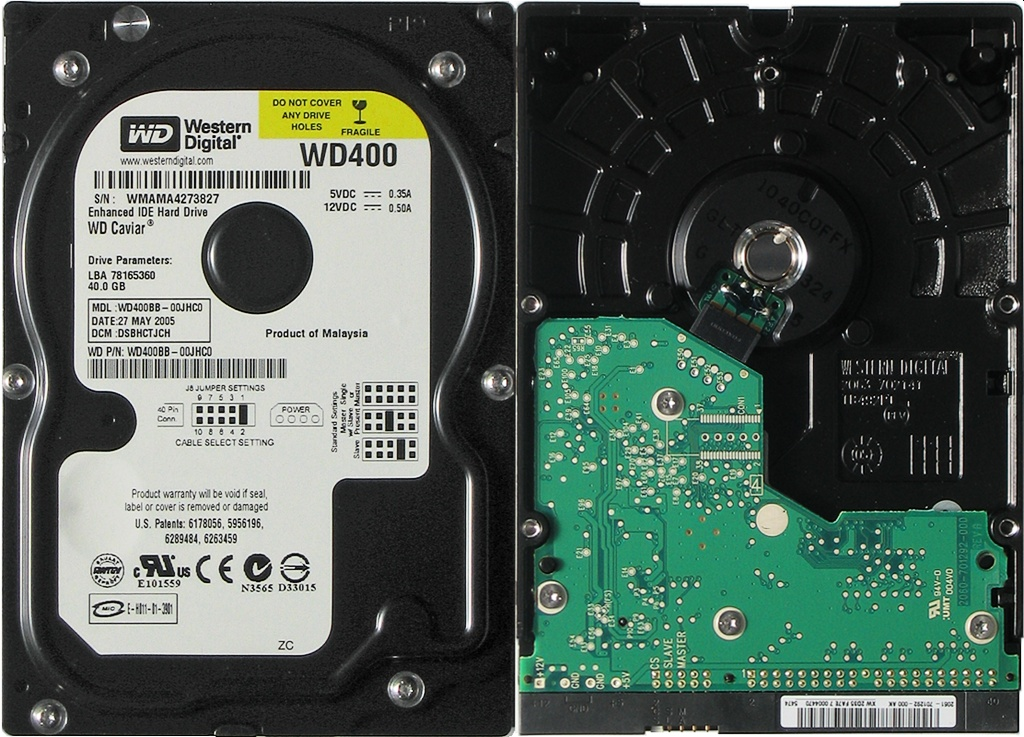
Western Digital WD400 mit 40 GB und 7.200 min^{−1}

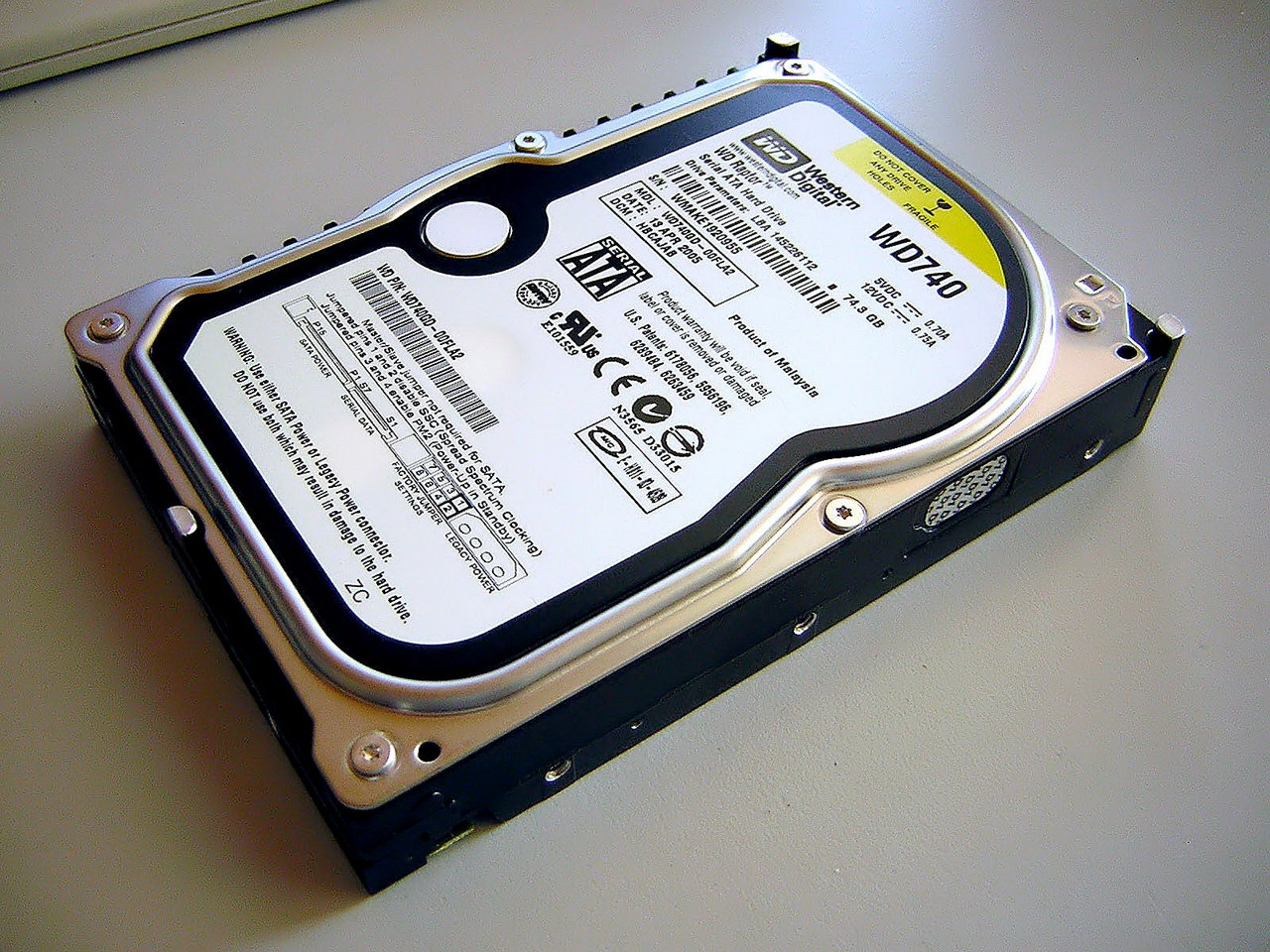
Western Digital WD740 Raptor 74 GB und 10.000 min^{−1} SATA

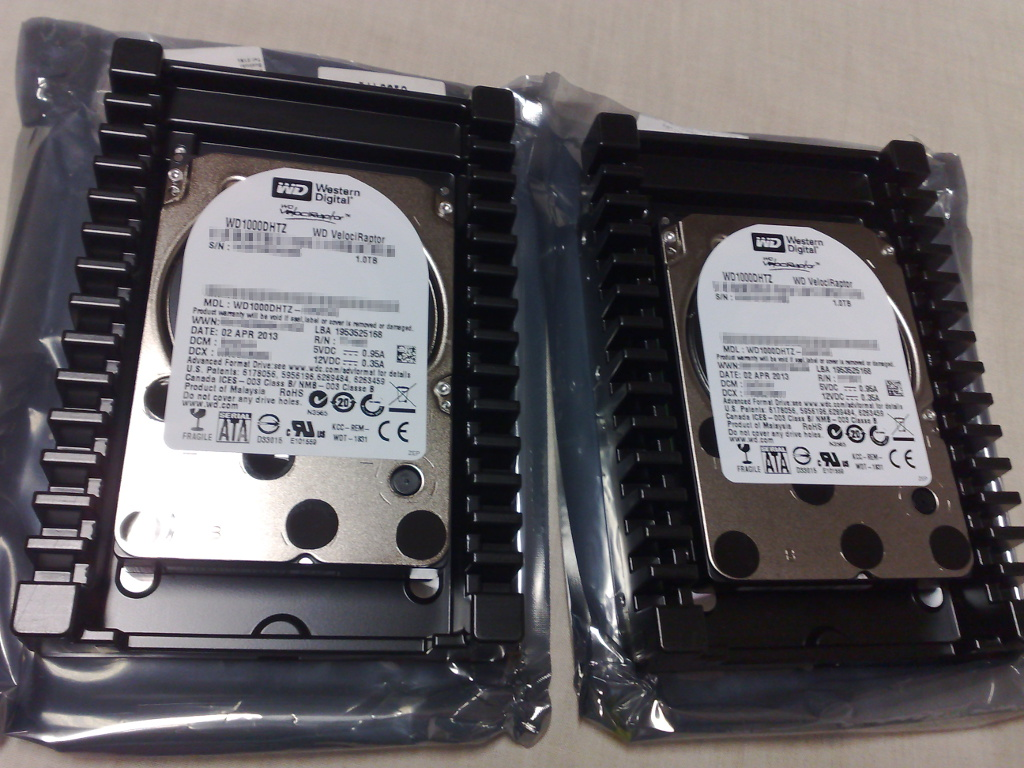
Zwei Western Digital 1 TB VelociRaptors WD1000DHTZ

2001 brachte WD die ersten Mainstream-Festplatten mit 8 MB Cache auf den Markt. 2003 wurde mit der Raptor WDC360GD – ein SATA-Laufwerk mit 10.000 min−1 und 36 GB Speicher – eine Festplatte für Low-Cost-Server und Workstations vorgestellt, die, was Geschwindigkeit und Zuverlässigkeit angeht, im Bereich zwischen deutlich teureren SCSI-Laufwerken und Standard-Laufwerken liegt. Anfang 2008 brachte WD mit der VelociRaptor eine Festplatte mit nochmals gesteigerter Leistung auf den Markt. Zum Zeitpunkt des Erscheinens gab es die Laufwerke WD1500HLFS und WD3000GLFS/ WD3000HLFS mit Kapazitäten von 150 und 300 GB. Die Geschwindigkeit mit 10.000 min−1 und der Cache mit 16 MB sind jeweils identisch zu den älteren Raptor-Laufwerken. Die Übertragungsraten liegen in der Spitze bei ca. 125 MB/s (Lesen) und 120 MB/s (Schreiben).

### Gegenwart
Im März 2011 übernahm Western Digital Hitachi GST für 4,3 Milliarden US-Dollar.
Im Oktober 2015 gab Western Digital bekannt, den Flash-Speicher-Spezialisten SanDisk für 19 Milliarden US-Dollar in Aktien und bar zu kaufen. Nachdem das Handelsministerium der Volksrepublik China die Übernahme gebilligt hatte, wurde SanDisk am 12. Mai 2016 von Western Digital Technologies, Inc., einer WD-Tochter übernommen.
Im Dezember 2017 wurde bekannt, dass Western Digital sich bei der Firma Esperanto Technologies des SPARC-Entwicklers und Transmeta-Gründers Dave Ditzel eingekauft hat. Die Chips mit der offenen Prozessorarchitektur RISC-V, auf die Esperanto sich spezialisiert hat, sollen in Festplatten- und SSD-Controllern von Western Digital Einsatz finden.
Im Oktober 2018 gab Western Digital im Rahmen der Vorstellung seiner Quartalszahlen bekannt, dass die Wafer-Produktion 2019 um 10 bis 15 Prozent reduziert werden soll. Grund für die Produktionseinschränkungen sei der starke Preisverfall von Flash-Speichern.
Im Mai 2020 wurde Western Digital in Kalifornien verklagt. Gemäß der Klage habe das Unternehmen die Kunden bewusst getäuscht, indem es SMR-Festplatten für den Einsatz im NAS bewarb. In der Klage wurde behauptet, dass die SMR-Technologie nicht für die beworbene Verwendung der Laufwerke in einer RAID-Konfiguration geeignet sei. Sie verfolgte das Ziel, jegliche Verwendung von SMR in für den NAS-Einsatz gedachten Laufwerken zu beenden. Festplatten mit SMR-Technik müssen bei Schreiboperationen benachbarte Spuren ebenfalls neuschreiben und sind daher in ihrer Schreibgeschwindigkeit und Haltbarkeit eingeschränkt. Zudem werten Controller, die nicht dafür vorbereitet sind, diese Wartezeiten teilweise als Defekt. Auch für die Datenwiederherstellung stellen SMR-Festplatten aufgrund der internen Arbeitsweise eine besondere Herausforderung dar.
2025 trennte sich Western Digital wieder von Sandisk und gliederte das Flash-Speicher-Geschäft aus. Sandisk ist damit ein eigenständiges Unternehmen.

## Innovationen
Western Digital ist für einige Innovationen verantwortlich, unter anderem:
- 1971: WD1402A, der erste Single-Chip-UART
- 1976: WD1771, der erste Single-Chip-Diskettenlaufwerkscontroller
- 1981: WD1010, der erste Single-Chip-ST506-Controller
- 1983: WD1003-Festplattencontroller, Vorläufer von ATA
- 1986: ATA wird zusammen mit Compaq und Control Data entwickelt
- 1986: WD33C93, einer der ersten SCSI-Chips
- 1987: WD7000, der erste Bus-Mastering-ISA-SCSI-Controller
- 1987: WD37C65, der erste Single-Chip-PC/AT-Diskettenlaufwerkscontroller
- 1988: WD42C22, der erste Single-Chip-ATA-Festplattencontroller
- 2001: Die ersten Mainstream-Festplatten mit 8 MB Cache
- 2003: Das erste SATA-Laufwerk mit 10.000 min−1
- 2004: Western Digital Media Center, der erste Speicherkartenleser, kombiniert mit einer Festplatte
- 2009: Western Digital stellt die erste 2-TB-Festplatte her, mit vier Magnetplatten zu jeweils 500 GB
- 2009: Western Digital stellt die erste 1-TB-Festplatte im 2,5"-Format her
- 2010: Western Digital stellt die überarbeiteten VelociRaptor-Festplatten vor, welche erneut den Titel als schnellste Festplatten der Welt erhalten
- 2010: Western Digital stellt die erste 3-TB-Festplatte mit vier Magnetplatten zu jeweils 750 GB vor
- 2012: WD VelociRaptor WD1000DHTZ – die erste Festplatte mit 1 TB und 10.000/min
- 2012: WD20NPVT (Scorpio Green), die erste 2,5" Festplatte, die eine Kapazität von 2 TB aufweist (Bauhöhe: 15 mm)
- 2012: Western Digital stellt mit der WD Red-Serie die ersten Festplatten für NAS-Speicher vor
- 2014: Western Digital stellt die Purple-Serie vor
- 2015: Mit der Ae-Serie stellt Western Digital seine ersten Archiv-Festplatten vor

## Interne Festplatten
Western Digital unterscheidet seine Produkte mit verschiedenen Farben und Bezeichnungen, damit sie den verschiedenen Einsatzgebieten zugeordnet werden können. Während die Festplatten für Heimanwender früher noch die Bezeichnung Caviar, bzw. bei 2,5″-Laufwerken Scorpio trugen, finden sich heutzutage nur noch die Farbbezeichnungen (z. B. WD Blue)
Desktoplaufwerke:
| Name         | Garantie (in Jahren) | Drehzahl (min−1) | Einsatzgebiet                                                                      |
| ------------ | -------------------- | ---------------- | ---------------------------------------------------------------------------------- |
| WD Blue      | 2                    | 5400/ 7200       | Standardspeicher für den Alltagsgebrauch                                           |
| WD Blue SSHD | 3                    | 7200             | Hybrid-Festplatte mit zusätzlicher interner 8GB-SSD                                |
| WD Green     | 2                    | 5400             | Energiesparender Speicher für externe Lösungen, welcher etwas weniger Leistung hat |
| WD Black     | 5                    | 7200             | Desktopspeicher mit gesteigerter Leistung                                          |

Laufwerke für Notebooks:
| Name         | Garantie (in Jahren) | Drehzahl (min−1) | Einsatzgebiet                                                                      |
| ------------ | -------------------- | ---------------- | ---------------------------------------------------------------------------------- |
| WD Blue      | 2                    | 5400             | Standardspeicher für den Alltagsgebrauch                                           |
| WD Blue SSHD | 3                    | 5400             | Hybrid-Festplatte mit zusätzlicher interner 8GB-SSD                                |
| WD Green     | 2                    | 5400             | Energiesparender Speicher für externe Lösungen, welcher etwas weniger Leistung hat |
| WD Black     | 5                    | 7200             | Notebookspeicher mit gesteigerter Leistung                                         |
| WD Black²    | 5                    | 7200             | Notebookspeicher mit zusätzlichem Flash-Speicher                                   |

NAS-Speicher:
| Name        | Garantie (in Jahren) | Drehzahl (min−1) | Aufzeichnungsverfahren              | Einsatzgebiet                                                              |
| ----------- | -------------------- | ---------------- | ----------------------------------- | -------------------------------------------------------------------------- |
| WD Red      | 3                    | 5400             | SMR (EFAX Serie) / CMR (EFRX Serie) | NAS-Speicher mit geringer Schreiblast, für Geräte mit 1–8 Schächten        |
| WD Red Plus | 3                    | 5400             | CMR                                 | NAS-Speicher mit intensiver Schreiblast, für Geräte mit 1–8 Schächten      |
| WD Red Pro  | 5                    | 7200             | CMR                                 | NAS-Speicher mit hochintensiver Schreiblast, für Geräte mit 8–24 Schächten |

Datacenter:
| Name         | Garantie (in Jahren) | Drehzahl (min−1) | Einsatzgebiet                                                                                     |
| ------------ | -------------------- | ---------------- | ------------------------------------------------------------------------------------------------- |
| WD SE        | 5                    | 7200             | Kostengünstige Speicherlösung für Datacenter                                                      |
| WD RE+       | 5                    | 7200             | Speicherlösungen für hohe Kapazitäten und gesteigerter Leistung                                   |
| WD Ae        | 3                    | 5760             | Archivfestplatten für Langzeitspeicherung (mit zum Teil untypischen Kapazitäten wie z. B. 6,3 TB) |
| WD Gold      | 5                    | 7200             | Speicherlösung für Datacenter für Langzeitspeicherung hohe Zuverlässigkeit                        |
| WD UltraStar | 5                    | 7200             | Speicherlösung für Datacenter für Langzeitspeicherung hohe Zuverlässigkeit                        |

Überwachung:
| Name         | Garantie (in Jahren) | Drehzahl (min−1) | Einsatzgebiet                                           |
| ------------ | -------------------- | ---------------- | ------------------------------------------------------- |
| WD Purple    | 3                    | 5400             | Streaming mit bis zu 8 Laufwerken und bis zu 32 Kameras |
| WD Purple NV | 3                    | 5400             | Speicher für bis zu 64 HD-Kameras                       |

Sonstige Lösungen:
| Name            | Garantie (in Jahren) | Drehzahl (min−1) | Einsatzgebiet                                                                                 |
| --------------- | -------------------- | ---------------- | --------------------------------------------------------------------------------------------- |
| WD RE           | 5                    | 7200             | Server-Speicher für die Verarbeitung großer Datenmengen (Für Datacenter, NAS und Überwachung) |
| WD AV           | 3                    | 7200             | Festplatten für digitale Videorekorder                                                        |
| WD Raptor       | 5                    | 10000            | Festplatten mit hoher Leistung und S-ATA-Interface für Lowcost-Server und Workstations        |
| WD VelociRaptor | 5                    | 10000            | Festplatten mit hoher Leistung und S-ATA-Interface für Lowcost-Server und Workstations        |